# FairiesのFly to the World
FairiesのFly to the World（フェアリーズのフライ・トゥ・ザ・ワールド）はニッポン放送で2011年10月8日から2016年3月26日まで毎週土曜0:20 - 0:40（金曜深夜）に放送されていた深夜放送。パーソナリティはタイトル通りFairies。正式タイトルはスポンサー名を含む『東京エレクトロン プレゼンツ Friday Night English「フェアリーズのFly to the world」』。

## 概要
「Fly to the World」（世界に羽ばたけ）にちなみ、Fairiesが世界にはばたいていくため、英語や海外の音楽について一から勉強していく。
毎年8月には課外授業と題して主に東北地区の学校を訪問し公開収録を行っていた。
2015年からは先生役のグローバーによる英語レッスンの振り返りpodcast 『One Point Lesson』も同時配信された。
推奨ハッシュタグは「#フェアリーズfttw」。
デビューから16日での冠ラジオ番組も記録的かつ、平均年齢13.1歳でのレギュラーパーソナリティは、SPEEDの持っていた平均13.2歳（1996年10月13日ニッポン放送『ハイ!SPEEDで行こう!』スタート時点）を更新するニッポン放送最年少記録であった。
2016年3月26日をもって4年半（全233回）の放送に終止符を打った（英語の授業自体は2016年3月19日で最後となった）。

## コーナー
これってフェアリー?
オープニングで必ず行なう。リスナーから送られて来たネタを、Fairies的に「あり」か「なし」か考察する。
メインコーナー（コーナー名はなし）
グローバーが講師となり、メンバーに英語のレッスンを指導する。
英語で曲紹介！
シングルまたはアルバムが出た時期に設置されるコーナー。英文でその曲の紹介を行う。

## 担当
太字は、進行役
2011年
- 10月8日：伊藤、下村、藤田
- 10月15日：伊藤、井上、清村
- 10月22日：伊藤、野元、林田
- 10月29日：伊藤、下村、野元
- 11月5日：伊藤、林田、清村
- 11月12日：伊藤、藤田、井上
- 11月19日：伊藤、林田、清村
- 11月26日：伊藤、下村、野元
- 12月3日：伊藤、藤田、清村
- 12月10日：伊藤、井上、林田
- 12月17日：伊藤、下村、野元
- 12月24日：伊藤、藤田、林田
- 12月31日：伊藤、下村、清村

2012年
- 1月7日：伊藤、井上、野元
- 1月14日：伊藤、下村、林田
- 1月21日：伊藤、藤田、清村
- 1月28日：伊藤、下村、井上
- 2月4日：伊藤、野元、林田
- 2月11日：伊藤、下村、藤田
- 2月18日：伊藤、清村、野元
- 2月25日：伊藤、林田、井上
- 3月3日：伊藤、藤田、野元
- 3月10日：伊藤、下村、林田
- 3月17日：伊藤、井上、清村
- 3月24日：伊藤、下村、藤田
- 3月31日：伊藤、清村、野元
- 4月7日：伊藤、林田、藤田
- 4月14日：伊藤、井上、下村
- 4月21日：伊藤、野元、藤田
- 4月28日：伊藤、林田、清村
- 5月5日：伊藤、下村、藤田
- 5月12日：伊藤、野元、井上
- 5月19日：伊藤、清村、下村
- 5月26日：伊藤、林田、藤田
- 6月2日：伊藤、野元、下村
- 6月9日：伊藤、井上、林田
- 6月16日：伊藤、清村、藤田
- 6月27日：藤田、野元、下村
- 6月30日：藤田、井上、林田
- 7月7日：野元、清村、伊藤
- 7月14日：野元、林田、下村
- 7月21日：井上、伊藤、藤田
- 7月28日：井上、清村、下村
- 8月4日：林田、野元、下村
- 8月11日：林田、伊藤、清村
- 8月18日 - 8月24日、この番組で初めて公開収録の模様を放送[4][5]。
- 9月1日：清村、林田、藤田

2013年
2014年
2015年
- 4月4日：藤田、下村、林田[6]
- 4月11日：藤田、井上、野元
- 4月18日：野元、伊藤、林田
- 4月25日：野元、下村、井上
- 5月2日：井上、藤田、林田
- 5月9日：井上、下村、伊藤
- 5月16日：林田、藤田、野元
- 5月23日：林田、下村、伊藤
- 5月30日：下村、藤田、井上
- 6月6日：下村、伊藤、野元
- 6月13日：課外授業スペシャル
- 6月20日：課外授業スペシャル
- 6月27日：伊藤、藤田、井上
- 7月4日：伊藤、林田、野元
- 7月11日：藤田、下村、井上
- 7月18日：藤田、下村、井上
- 7月30日：野元、伊藤、林田
- 8月1日：野元、井上、下村
- 8月8日：井上、藤田、林田
- 8月15日：井上、伊藤、下村
- 8月22日：林田、野元、下村
- 8月29日：林田、藤田、伊藤
- 9月5日：お出かけ課外授業スペシャル[7]
- 9月12日：お出かけ課外授業スペシャル[8]
- 9月19日：下村、井上、藤田[9]
- 9月26日：下村、野元、伊藤
- 10月3日：伊藤、林田、藤田（オープニングテーマ、サウンドステッカーがリニューアル）[10]
- 10月10日：伊藤、野元、井上
- 10月17日：藤田、林田、下村
- 10月24日：藤田、野元、井上
- 10月31日：野元、林田、伊藤[11]
- 11月7日：野元、井上、下村
- 11月14日：井上、藤田、伊藤
- 11月21日：井上、下村、林田
- 11月28日：林田、伊藤、野元
- 12月5日：林田、下村、藤田
- 12月12日：下村、伊藤、井上
- 12月19日：下村、藤田、野元
- 12月26日：伊藤、井上、林田

2016年
- 1月2日：伊藤、藤田、野元
- 1月9日：藤田、井上、下村
- 1月16日：藤田、林田、野元
- 1月23日：伊藤、藤田、下村
- 1月30日：伊藤、藤田、下村
- 2月6日、伊藤、下村、井上
- 2月13日、伊藤、下村、藤田
- 2月20日、藤田、林田、野元
- 2月27日：藤田、林田、野元
- 3月5日：伊藤、井上、野元[12]
- 3月12日：伊藤、井上、野元[13]
- 3月19日：伊藤、下村、藤田[14]
- 3月26日：井上、野元、伊藤、林田、藤田、下村

## ネット局と放送時間
- ニッポン放送　土曜0:20 - 0:40[15]
- 東北放送　金曜23:30～23:50（2013年4月5日～終了）

## イベント
- FairiesのFly to the World〜真夏の課外授業!Tweet Dreamスペシャル!（2012年8月6日、イマジンスタジオ）[16]